# От Мезон
От Мезон (фр. Haute-Maison), у преводу „висока кућа“, је насељено место у Француској у региону Париски регион, у департману Сена и Марна.
По подацима из 2011. године у општини је живело 363 становника, а густина насељености је износила 28,01 становника/km².

## Демографија
| 1962. | 1968. | 1975. | 1982. | 1990. | 2011. |
| ----- | ----- | ----- | ----- | ----- | ----- |
| 177   | 157   | 151   | 167   | 204   | 363   |